# Hôtel de ville d'Agen
L'hôtel de ville d'Agen est l'ancien présidial. Il est situé sur la place du docteur Esquirol, entre la rue Chaudordy et la rue de Cessac.

## Historique
À l'emplacement de l'actuel hôtel de ville se trouvait le château de Monrevel, un des deux châteaux qui assuraient la défense d'Agen, hors de la première enceinte,.
L'hôtel de ville a d'abord été proche du palais de l'évêque et de la cathédrale Saint-Étienne, près des remparts, probablement à l'endroit où la rue de la Grande-Horloge rejoint la rue des Cornières. La porte-tour de la Grande-Horloge de la première enceinte a donné son nom à le rue et a servi aussi de beffroi. En 1498, les consuls y ont fait installer une horloge avec une cloche pesant plus de 32 quintaux et pouvant sonner le tocsin. 
Au XIVe siècle la ville d'Agen était gouvernée par 24 jurats et 12 consuls, répartis en 9 gaches ou quartiers, à savoir : Besat, Floyrac, La Clausure, Molinier, Saint-Gilles, Saint-Étienne, Moncorni, Saint-Antoine et Saint-Hilaire. Les quartiers de Besat, Floyrac et Saint-Hilaire, plus étendus, avaient chacun deux consuls. Chaque année un consul était désigné par quartier.
On ne sait pas à quelle date et pour quel motif la maison commune a été déplacée. Le cadastre de 1566 indique que l'hôtel de ville se trouvait alors inséré entre la maison de Lucas de Barilhart, libraire, et la maison d'Estrades. La maison commune est située à l'ouest de l'hôtel d'Estrades. L'hôtel d'Estrades, où était probablement né le maréchal d'Estrades en 1607, a souvent été loué par les Consuls pour loger, soit le sénéchal, soit de grands personnages de passage. Dans un acte de location daté de 1627, il est dit bâti de neuf. Cet hôtel de ville avait donc une surface assez réduite, mais suffisante pour y loger une salle de justice, une salle d'audience affermée au présidial, un dépôt d'armes, et plusieurs salles avec des tableaux et des tapisseries.
Le 29 juillet 1584, Madame Vigier a vendu le château de Monrevel pour 400 écus au sieur Delpech, procureur du roi pour y établir le Présidial. 
La première enceinte d'Agen a été détruite en 1666 par l'intendant Pellot. Il a aussi a donné l'ordre de détruire le château de Monrevel et de construire le présidial dans l'état où on le voit. Les portes de la Grande-Horloge, Neuve, Saint-Antoine et Saint-Georges ont été démolies peu après la démolition, en 1836, des vestiges de la cathédrale Saint-Étienne qui se trouvait à l'emplacement du marché couvert, place Jean-Baptiste Durand.
En 1658 les Consuls ont acheté pour 18 000 livres la maison d'Estrades qui a alors été appelée Maison du Roi et a servi de logement au sénéchal et aux grands personnages de passage à Agen. En 1678, les Consuls achètent le logis de Bavignac qui menace ruine et le font démolir. On a fait construire quelques années plus tard la tour de l'horloge. En 1692, le couronnement de la tour de l'horloge doit être reconstruit en le remplaçant par un dôme. En 1764, des devis sont faits pour de grosses réparations à la tour. En 1787 le dôme est démoli. La charpente qui supporte la cloche de l'hôtel de ville est refaite à neuf en 1818. La maison commune est démolie en 1776. L'administration communale s'est installée dans l'hôtel d'Estrades. La tour de l'horloge est démolie dans la seconde moitié de 1844. C'était le dernier reste de l'ancien hôtel de ville. Depuis 1767, les prisons d'Agen sont installées dans l'hôtel de Vaurs, puis elles s'agrandissent au début du XIXe siècle dans l'hôtel de Vergès, propriété du département depuis 1812. Les prisons d'Agen y sont restées jusqu'en 1864.  
En 1790, un plan est fait pour l'installation des administrations départementales dans la Maison du roi.
En 1808, un décret de Napoléon Ier décide que la ville d'Agen a la propriété de la totalité de l'hôtel de ville, en même temps qu'il décide de la construction du pont d'Agen sur la Garonne et du pont d'Aiguillon sur le Lot.
Après la mise en service du nouveau palais de justice, en 1869, la mairie quitte l'hôtel d'Estrades et va occuper l'ancien présidial.

## Décoration
Le 3 mars 1885, le maire, Jean-Baptiste Durand, et le conseil municipal ont décidé de décorer la salle des délibérations de portraits de personnalités locales.
La salle du conseil est alors ornée  d'un buste et de dix portraits en pied d'« Illustres » de Lot-et-Garonne peints par Antoine Calbet et Henri Loubat : Bernard Palissy, Joseph Juste Scaliger, Godefroy, comte d'Estrades, Jacques de Romas, Pierre Sylvain Dumon, Bertrand-Prosper-Ferdinand Laulanié, Jean-Girard de Lacuée, comte de Cessac, Laville-sur-Ilon, comte de Lacépède, Général de Timbrune, comte de Valence d'Agen, Jacques Boé, dit Jasmin, Montesquieu.